# Β-アマニチン
β-アマニチン(β-amanitin)は、8個のアミノ酸からなる環状ペプチドである。アマトキシンの一つで、タマゴテングタケやドクツルタケなどテングタケ属のいくつかの種で見られるカビ毒である。